# David Vostell
Santiago David Vostell (Colonia, 10 ottobre 1960) è un compositore e regista cinematografico tedesco-spagnolo.

## Biografia
È il primo figlio dell'artista tedesco Wolf Vostell e di sua moglie Mercedes Guardado Olivenza, originaria della regione spagnola dell'Estremadura, che si sposarono nel 1959 a Cáceres e si trasferirono a Colonia nel 1960. Fin dalla prima infanzia la personalità e la visione della vita di David sono influenzate da suo padre e dalle sue opere, dallo stesso ambiente artistico degli anni sessanta e degli inizi degli anni settanta oltre che da alcuni amici del padre come Nam June Paik e Allan Kaprow, personalità che frequentò fin dall'adolescenza.
Nel 1978 conclude il ciclo di studi in mezzi di comunicazione presso il Sender Freies Berlin. Fa un po' di pratica nell'agenzia di pubblicità TBWA di Francoforte sul Meno e come assistente al montaggio cinematografico. Lavora come proiezionista in alcuni cinema e come fotografo in un laboratorio fotografico. Nel 1979, insieme ad alcuni vecchi compagni di scuola, gira in Super 8 il film sperimentale 36574 Bilder. Nel 1980 realizza un documentario dal titolo Endogen Depression, sulla creazione di una installazione di Wolf Vostell.
Nel 1982 gira il cortometraggio Ginger Hel, con Mark Eins, il fondatore del gruppo musicale DIN A Testbild, e con l'attrice Panterra Hamm. Si tratta di una stravagante storia d'amore dell'underground di Berlino agli inizi degli anni ottanta. Già da questo primo cortometraggio si vede chiaramente la sintonia speciale dell'autore con la musica: tanto nei lunghi passaggi ritmici quanto nei piani a camera lenta. Le scene di dialogo e azione degli attori sono ridotte all'essenziale. In questo modo crea uno stile in cui la musica non si limita ad accompagnare la narrazione cinematografica, ma acquisisce un'importanza pari a quella delle immagini nella costruzione del senso. Tra il 1985 e il 1987 realizza 7 video musicali.
Nel 1990, David Vostell gira a Los Angeles il lungometraggio The Being from Earth, in inglese. Questo film d'argomento fantastico, racconta la storia di uno strano essere, un ibrido tra animale e vegetale, nato dalla sabbia del Deserto di Mojave. I lunghi movimenti di macchina, le scene con attori presenti in minima parte, per far procedere la narrazione, i dialoghi ridotti all'osso e molta musica sono i tratti che fanno riconoscere la sua impronta personale.
Nel 1992 realizza il documentario Vostell 60 – Rückblick 92, dedicato alla retrospettiva di Wolf Vostell a Colonia. Nel 1995 lavora a una serie di disegni che rispecchiano le sue visioni nel cinema e li pubblica nel libro Sketch Book 95 / 96.
Dopo la morte di Wolf Vostell, nel 1998, David Vostell riconosce la propria responsabilità rispetto all'eredità che gli ha lasciato suo padre e si dedica, dal 1998 al 2001 a dare struttura e cronologia all'Archivio Vostell.
Dal 2002, David Vostell lavora come compositore in Spagna. Nel 2003 crea la Sinfonia nº 1 e nel 2004 la Sinfonia nº 2. Nel 2005, David Vostell compone Fórmulas de la Vida. 24 suites per 24 parole essenziali come nascita, amore e sogni. Il libretto/booklet digitale del CD dà forma grafica alle 24 parole in altrettanti collage digitali, che stabiliscono un legame diretto con le sue composizioni.
Nel 2006 compone El Universo es Música, colonna sonora pensati per delle video sequenze provenienti da lontane galassie mandate alla Terra attraverso il Telescopio spaziale Hubble. Il libretto/booklet digitale del CD contiene 26 collage digitali che rappresentano viaggi nel tempo e la ricerca di forme di vita sconosciute nell'universo.

## Filmografia
- 1979: 36574 Bilder
- 1980: Endogen Depression
- 1982: Das Porträt
- 1982: E.d.H.R.
- 1982: Ginger Hel
- 1985: Homo Sapiens
- 1985: Lost in Life
- 1985: She is so nice
- 1985: Tutila
- 1986: Cabala Músíca
- 1986: Blue way in
- 1987: Blood and Cocee
- 1989: Coma Amazonica
- 1990: The Being from Earth
- 1991: Bestia Pigra
- 1992: Rückblick 92

## Discografia
- 2003: Sinfonía nº 1
- 2004: Sinfonía nº 2
- 2005: Fórmulas de la Vida (24 Suites )
- 2006: El Universo es Música (Colonna sonora)
- 2007: Influences (10 suites)
- 2008: EEM / Erotic Enlightenment Mythologies (9 suites)
- 2009: Viaje dentro del cuerpo humano (Colonna sonora)
- 2009: Viaje - cuerpo humano (7 Suites)
- 2009: Benediction (Colonna sonora)
- 2010: Prélude (Colonna sonora)
- 2010: Serotonina (10 suites)
- 2011: Room (7 suites)
- 2012: Mi mente (13 suites)
- 2012: In Paradisum (Colonna sonora)
- 2012: Die Regen Göttin (Colonna sonora)
- 2012: Valentina (Colonna sonora)
- 2013: Woman & Nature near Extinction (Colonna sonora)
- 2013: Solid (8 suites)
- 2014: Lone Ride (6 suites)
- 2014: Karma-Base, Volume 1 (9 tracks)
- 2014: Endogen Depression (Colonna sonora)
- 2015: L'Uomo - Documental (colonna sonora)
- 2015: L'Uomo - Featurette (Colonna sonora)
- 2015: L'Uomo (Colonna sonora)
- 2015: Vita (Colonna sonora)
- 2015: Cruising at night (Colonna sonora)
- 2015: Beautiful Earth (Colonna sonora)
- 2015: Biest (3 tracks)
- 2016: Curse (3 tracks)
- 2016: How Sweet It Is To Love (Colonna sonora)
- 2017: For you (Colonna sonora)
- 2017: Vita II (Colonna sonora)
- 2017: Revenge (3 tracks)
- 2018: Ease (3 tracks)
- 2019: Shine (3 tracks)
- 2020: Glow44 (3 tracks)[6]

## Collage digitali
- 2005: Fórmulas de la Vida (24 opere)
- 2006: El Universo es Música (26 opere)
- 2007: Influencias (10 opere)
- 2008: EEM / Erotic Enlightenment Mythologies (9 opere)
- 2009: Viaje - cuerpo humano (7 opere)
- 2010: Serotonina (10 opere)
- 2011: Room (7 opere)
- 2012: Mi mente (13 opere)